# Des contrats
 (février 2025).
Si vous disposez d'ouvrages ou d'articles de référence ou si vous connaissez des sites web de qualité traitant du thème abordé ici, merci de compléter l'article en donnant les références utiles à sa vérifiabilité et en les liant à la section « Notes et références ».
Des contrats est un livre de Guy Debord publié en février 1995 par les éditions Le Temps qu'il fait. C'est le premier livre posthume de Guy Debord.

## Contenu
Le livre reproduit trois contrats cinématographiques qui liaient Guy Debord à son producteur et ami Gérard Lebovici. Les films concernés par ces contrats sont : La Société du spectacle, In girum imus nocte et consumimur igni et De l'Espagne. Ce dernier film ne sera jamais réalisé.
Le livre contient également une brève introduction de Guy Debord (Justifications), une lettre à Floriana Lebovici datant d'avril 1984 et une autre à l'éditeur Georges Monti datant du 27 novembre 1994.
La couverture du livre est ornée d'une lame du tarot de Marseille, le Bateleur.

## Citation
« Rien n'est égal dans de tels contrats; et c'est justement cette forme spéciale qui les rend si honorables. Ils ont choisi en tout leur préférence. Tous sont faits pour inspirer confiance d'un seul côté : celui qui pouvait seul avoir mérité l'admiration. » - Guy Debord

## Réception
À sa sortie, le livre est chroniqué par Gilles Tordjman dans le nº1 de l'hebdomadaire Les Inrockuptibles (page 73).

## Éditions
- Des contrats, Le Temps qu'il fait, 1995.